# Coupe de l'Espérance de rugby à XV
Ne doit pas être confondu avec Challenge de l'Espérance de rugby à XV.
La Coupe de l'Espérance est une compétition de rugby à XV créée par l'Union des sociétés françaises de sports athlétiques en 1915 (elle ne doit pas être confondue avec le Challenge de l'Espérance). En raison de la Première Guerre mondiale, le championnat n'a pas pu être joué. Un grand nombre de joueurs étaient directement concernés par le conflit. La Coupe de l'Espérance concernait donc essentiellement de jeunes joueurs, pas encore appelés sous les drapeaux. L'U.S.F.S.A. s'était prononcée sur la façon dont devaient être joués les premiers matchs de la coupe. Onze comités étant engagés, elle a chargé chacun de ces comités de fournir un vainqueur pour la date du 13 mars 1916, dernier délai, afin de respecter le calendrier établi.

## Palmarès

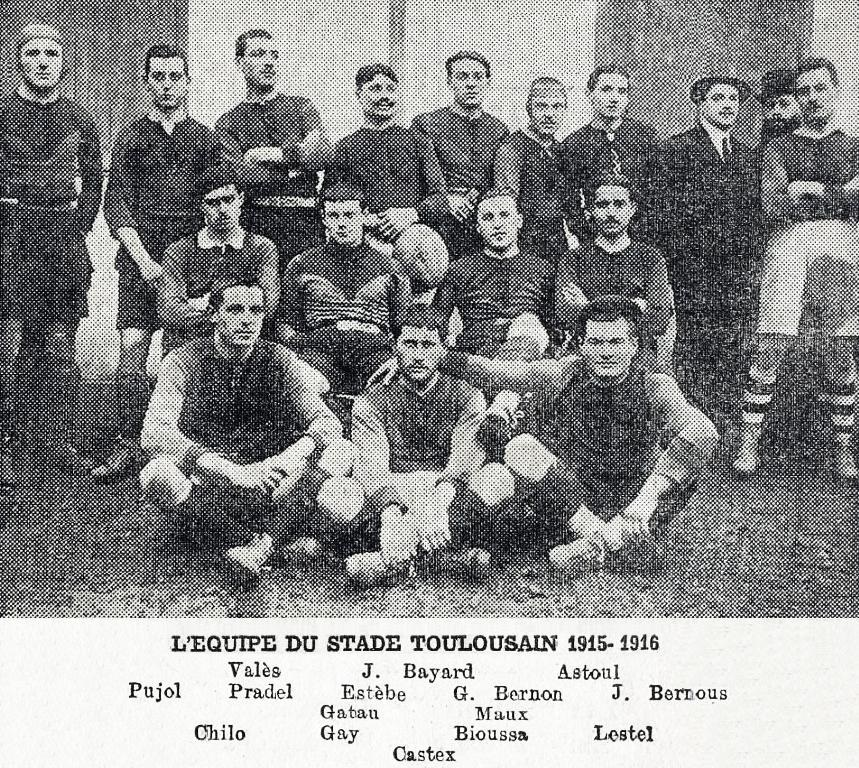
Le Stade toulousain de la saison 1915-1916, vainqueur de la première Coupe de l'Espérance, en 1916 (le 30 avril, au vélodrome du Parc des Princes).

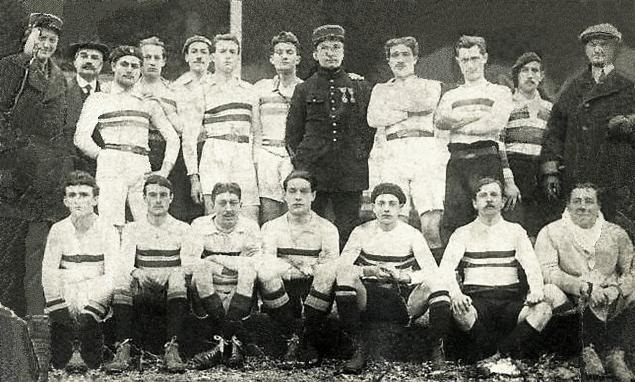
Le Stade nantais université club (S.N.U.C.), vainqueur de la Coupe de l'Espérance le 29 avril 1917 au stade Sainte-Germaine du Bouscat.

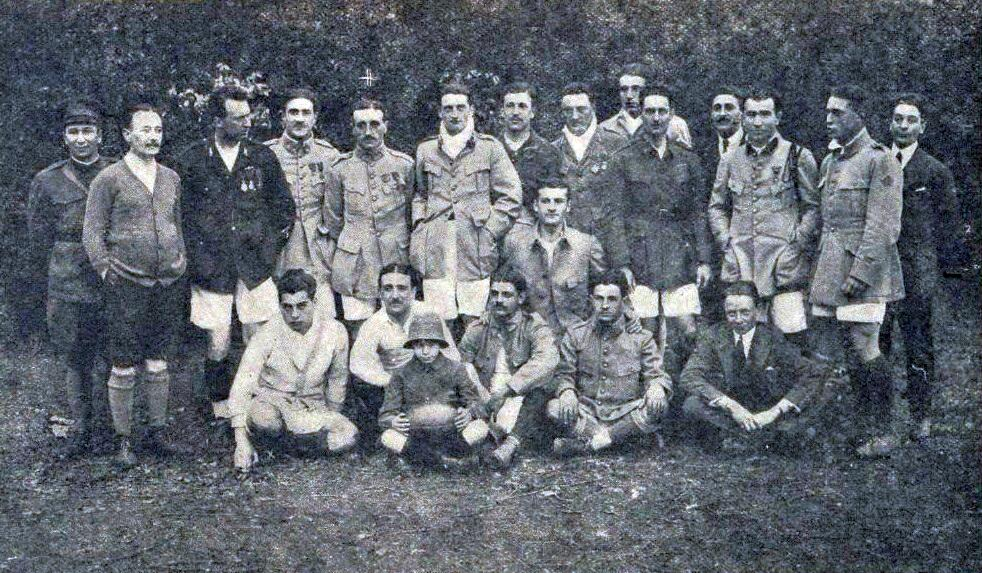
L'équipe du Racing club de France, victorieuse de la Coupe de l'Espérance le 28 avril 1918.

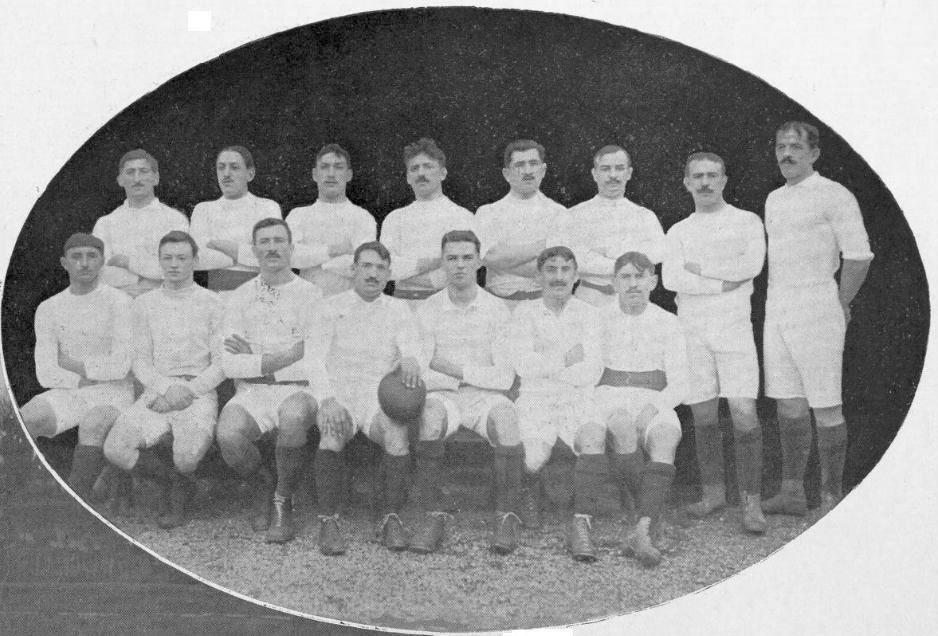
Le Stadoceste tarbais, vainqueur de la Coupe de l'Espérance le 13 avril 1919.

| Date          | Vainqueur          | Score  | Finaliste        | Lieux de la finale               | Spectateurs |
| ------------- | ------------------ | ------ | ---------------- | -------------------------------- | ----------- |
| 30 avril 1916 | Stade toulousain   | 8 - 0  | Stade français   | Parc des Princes Paris           | -           |
| 29 avril 1917 | Stade nantais UC   | 8 - 3  | Stade toulousain | Stade Sainte-Germaine Le Bouscat | env. 2 000  |
| 28 avril 1918 | RC France          | 22 - 9 | FC Grenoble      | Stade du Matin Colombes          | env. 3 000  |
| 13 avril 1919 | Stadoceste tarbais | 4 - 3  | Aviron bayonnais | Stade Sainte-Germaine Le Bouscat | -           |
| ...           |                    |        |                  |                                  |             |
| 28 avril 1940 | Stade toulousain   | 31 - 0 | Saint-Girons SC  | -                                | -           |

## Clubs les plus titrés
| Rang | Club                  | Titres         | Finales perdues |
| ---- | --------------------- | -------------- | --------------- |
| 1    | Stade toulousain      | 2 1916 et 1940 | 1 1917          |
| 2    | Stade nantais UC      | 1 1917         | 0               |
| 2    | Racing Club de France | 1 1918         | 0               |
| 2    | Stadoceste tarbais    | 1 1919         | 0               |
| 5    | Stade français        | 0              | 1 1916          |
| 5    | FC Grenoble           | 0              | 1 1918          |
| 5    | Aviron bayonnais      | 0              | 1 1919          |
| 5    | Saint-Girons SC       | 0              | 1 1940          |